# Chrysler New Yorker
El New Yorker es un automóvil construido por la Chrysler Corporation con motor de 4 cilindros v6 y v8 desde 1939 hasta 1996, sirviendo de modelo por varios años como buque insignia de la marca (En 1979 hasta 1990 El Dodge Monaco fue reemplazado por el Chrysler New Yorker así que este y el Monaco son compatibles.)

## Historia

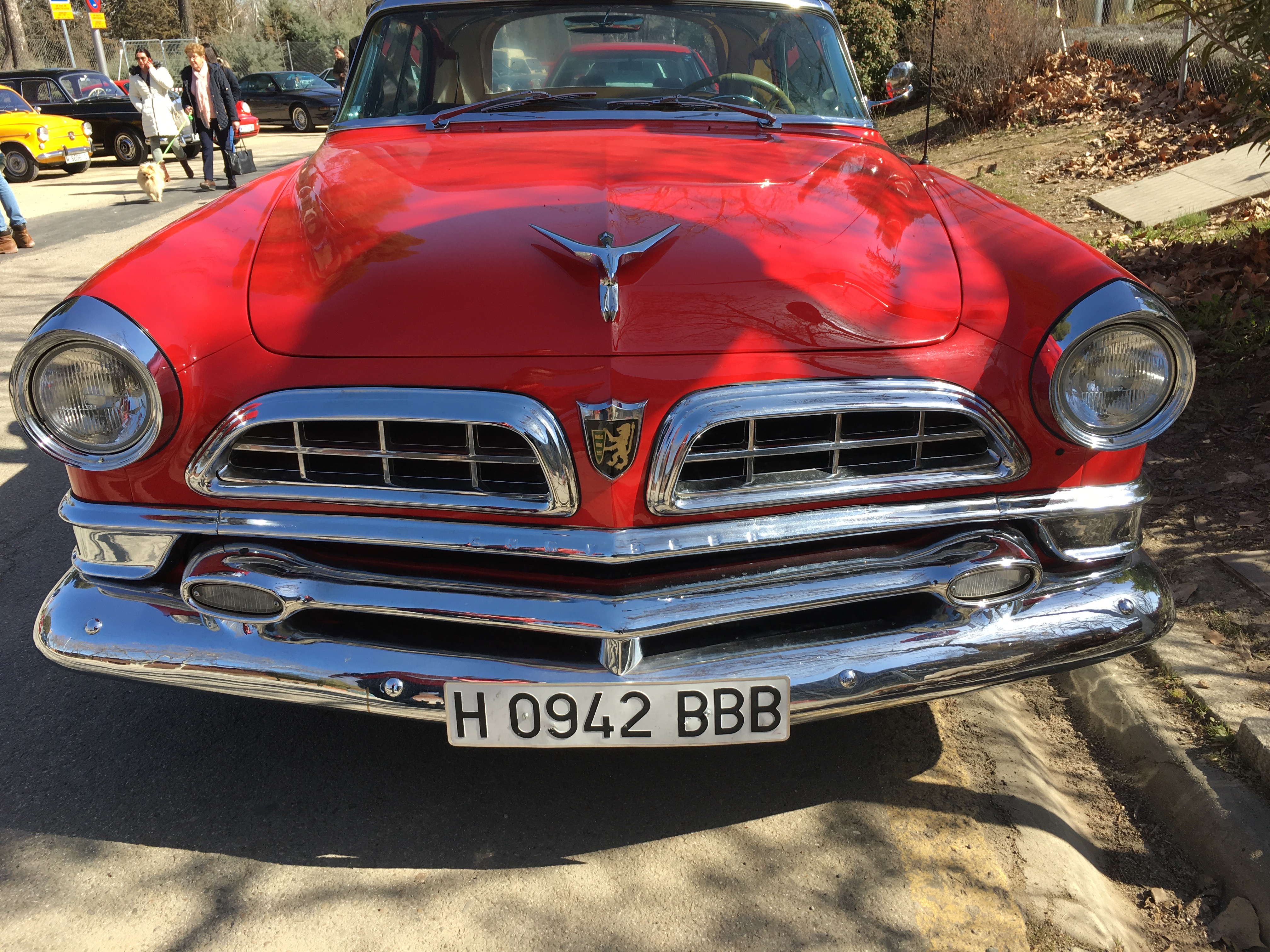
Chrysler New Yorker de 1955

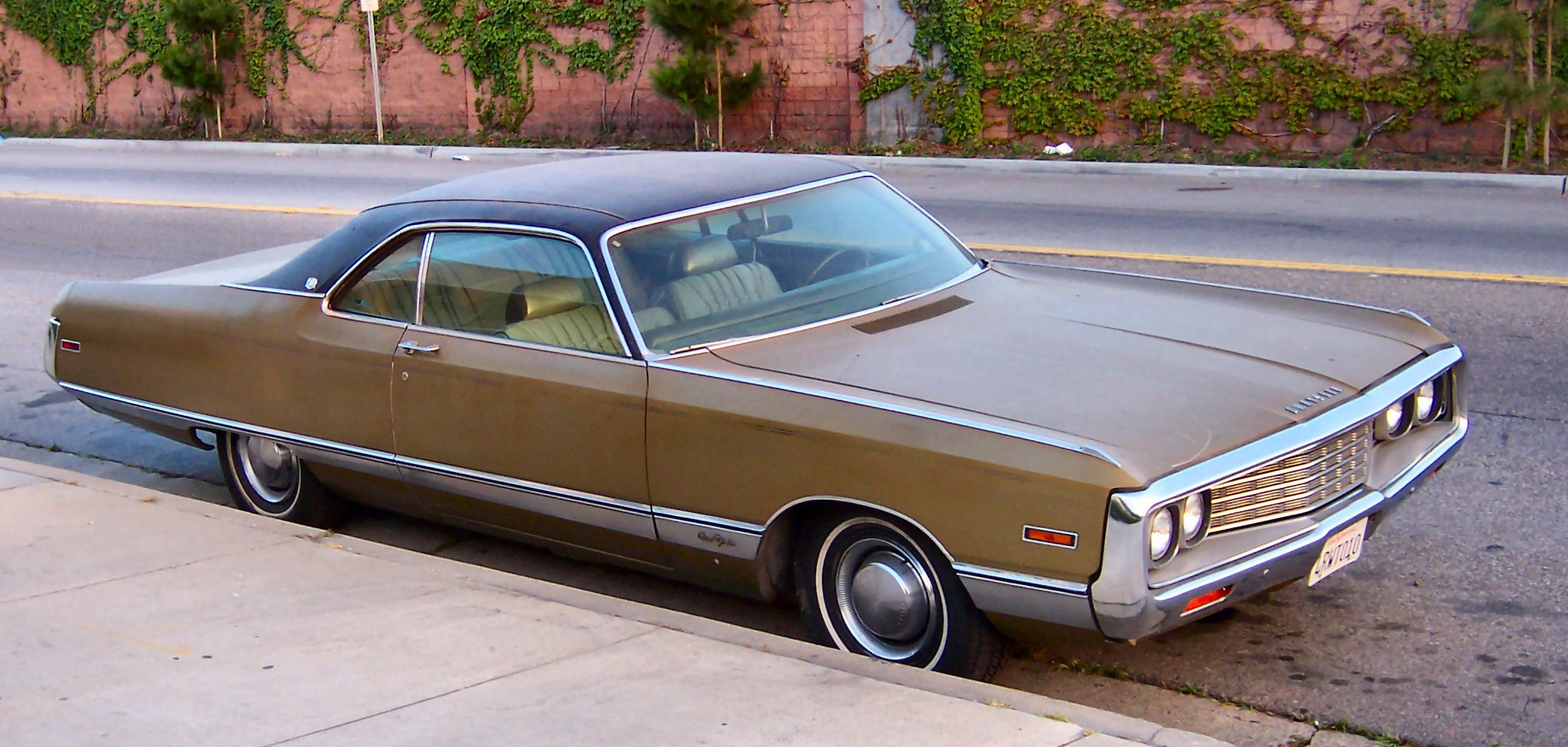
Chrysler New Yorker de 1970

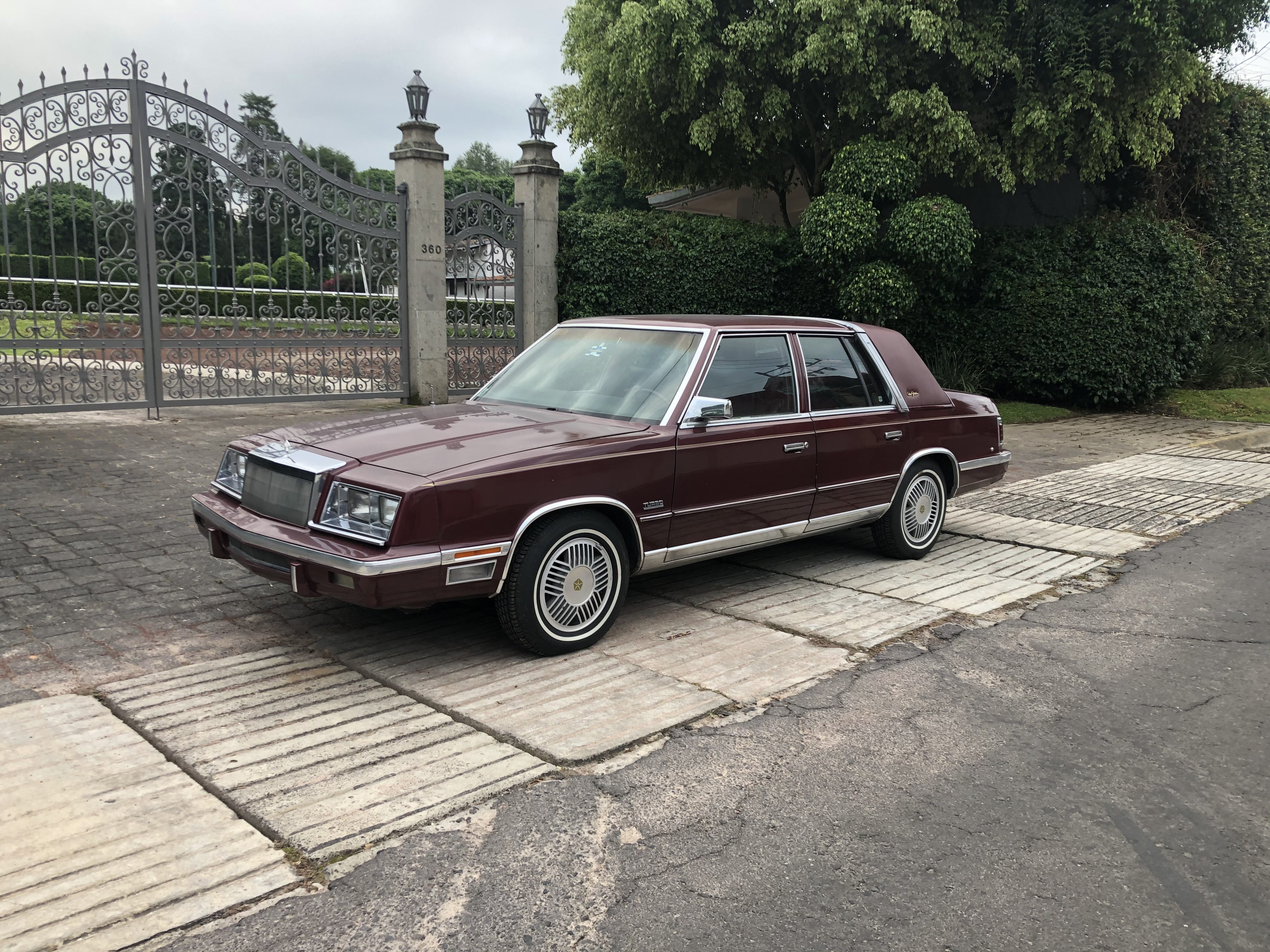
Chrysler New Yorker 1988

Un modelo nombrado el "New York Special" fue el primero de los modelos de estos automóviles, aparecido en los años 30. Hasta su discontinuación en 1996, el modelo New Yorker ayudó a definir a la marca Chrysler como un fabricante de automóviles exclusivos por encima de otros fabricantes como Ford, Chevrolet, y Dodge, pero por debajo de marcas de automóviles de lujo como Cadillac y Packard. Compitió contra los modelos de los fabricantes Buick, Oldsmobile, Lincoln, y Mercury.
Otra serie fue el del año 1983 al 1989 era un New Yorker totalmente nuevo basado en un coche K, que utilizaba la tracción delantera de la plataforma E, el comienzo de los años extendidos de los autos K El New Yorker de plataforma electrónica vino con tecnología de última generación en la década de 1980, incluido un tablero de instrumentos digital y sistema EVA que hablaba de notificaciones como "Una puerta está abierta"; "Por favor, abrochen sus cinturones"; "No olvide sus llaves"; "Gracias" (después de abrocharse el cinturón de seguridad, cerrar la puerta con fuerza o quitar la llave del interruptor de encendido); "La presión de aceite esta baja; se requiere un servicio rápido". También era estándar un techo de vinilo Landau con lámparas de ópera electroluminiscentes. 
Esta fue la única generación de Chrysler New Yorker con un motor de 4 cilindros en línea. Cuando se introdujo en 1983, compartía muchos elementos con la clase E de Chrysler y tenía una parrilla en cascada que era ligeramente diferente de las versiones de 1984-1988.
Para 1984, las luces traseras envolventes rediseñadas y una parrilla delantera revisada fueron algunos de los cambios cosméticos. Un motor turbo I4 de 2.2 L ahora era una opción y la nueva instrumentación electrónica presentaba un velocímetro y odómetro digitales. Los asientos de terciopelo con almohadas reemplazaron los asientos de tela de siesta profunda como estándar.
En 1985, el motor estándar cambió de 2.2 L I4 a 2.6 L I4 de Mitsubishi. Las nuevas características interiores estándar incluyen una consola de almacenamiento superior con luces de lectura, reposacabezas en los asientos traseros y ventanas eléctricas.
En 1986, un 2.5 L I4 construido por Chrysler reemplazó el 2.6 L I4 como motor estándar. Otra novedad fue una suspensión de nivelación de carga automática. Estéticamente, se rediseñaron los paneles de la tapa del maletero trasero, las molduras y las luces traseras. Los cambios interiores incluyeron una nueva consola delantera e instrumentación electrónica revisada y un estéreo AM / FM y limpiaparabrisas intermitentes de lujo ahora eran estándar.
En 1987, se eliminaron las rejillas de ventilación del capó en los modelos turbo, al igual que las rejillas del guardabarros en todos los modelos. Un nuevo sistema de sonido Infinity de seis bocinas era opcional. Al igual que con otros Chrysler, se rediseñó el volante. Este fue el modelo más vendido y el último año completo para la plataforma electrónica New Yorker.
Aunque se introdujo un nuevo New Yorker de decimotercera generación para 1988, la duodécima generación continuó por un año modelo más abreviado como el New Yorker Turbo de 1988. El 2.2 L I4 Turbo ahora el motor estándar y único disponible. Además del motor turbo, los equipos que antes eran opcionales pero que se pedían comúnmente como aire acondicionado con control automático de temperatura, volante inclinable, control de crucero, desempañador de la ventana trasera y seguros eléctricos de las puertas, se convirtieron en estándar. Mientras que los neoyorquinos del año modelo anterior equipados con el motor turbo opcional también se conocían comúnmente como "New Yorker Turbo" y llevaban insignias "Turbo", solo el modelo de 1988 lo tenía como su nombre de modelo oficial.

## Imágenes
|  |  |  |  |